# Зирксфелде
Зирксфелде (њем. Sirksfelde) општина је у њемачкој савезној држави Шлезвиг-Холштајн. Једно је од 131 општинског средишта округа Херцогтум Лауенбург. Према процјени из 2010. у општини је живјело 313 становника. Посједује регионалну шифру (AGS) 1053121.

## Географски и демографски подаци
Зирксфелде се налази у савезној држави Шлезвиг-Холштајн у округу Херцогтум Лауенбург. Општина се налази на надморској висини од 56 метара. Површина општине износи 8,6 km². У самом мјесту је, према процјени из 2010. године, живјело 313 становника. Просјечна густина становништва износи 36 становника/km².